# Zingiber elatum
Zingiber elatum är en enhjärtbladig växtart som beskrevs av William Roxburgh. Zingiber elatum ingår i släktet Zingiber och familjen Zingiberaceae. Inga underarter finns listade i Catalogue of Life.